# 2014 FE72
2014 FE72 ist ein transneptunisches Objekt mit stark exzentrischer Umlaufbahn; sein Perihel liegt noch außerhalb der Neptunbahn. Im Aphel gilt es als eines der entferntesten bekannten Objekte des Sonnensystems. Bei dieser Bahn ist anzunehmen, dass Störungen durch von außerhalb des Sonnensystems einwirkende Kräfte, wie beispielsweise galaktische Gezeiten und interstellare Annäherungen, den Orbit langfristig beeinflussen. Seine Entdeckung gelang Scott Sheppard und Chad Trujillo am 26. März 2014. Die Entdeckung wurde am 29. August 2016 bekanntgegeben.
Die meisten Bahnparameter des Objekts sind bisher nur ansatzweise bestimmbar. Über seine physischen Eigenschaften ist wenig bekannt.